# Jarosław Łaski
 (janvier 2021).
Si vous disposez d'ouvrages ou d'articles de référence ou si vous connaissez des sites web de qualité traitant du thème abordé ici, merci de compléter l'article en donnant les références utiles à sa vérifiabilité et en les liant à la section « Notes et références ».
Jarosław Łaski, est un homme politique polonais, voïvode de Łęczyca (1507-1510) et voïvode de Sieradz (1511-1521).

## Biographie
Fils d'Andrzej Łaski, demi-frère de Jan Łaski, chancelier du royaume et primat de Pologne, Jarosław Łaski commence sa carrière comme mineur de Sieradz (1488), puis devient un soldat de Sieradz. Il est témoin de la question du privilège Piotrków en 1496. Il est signataire de l'union de Piotrków et Mielnik en 1501. Il signe le diplôme de l'élection de Sigismond Ier l'Ancien comme roi de Pologne et grand-duc de Lituanie au Sejm de Piotrków le 8 décembre 1506.
Il se marie deux fois, la deuxième fois avec Zuzanna de Bąkowa Góra. Un parent, le secrétaire royal, Piotr de Bnin, conteste le mariage. En 1487, la cour royale déclare le mariage valide.
En 1493, il est élu député au premier parlement général bicaméral de Piotrków de la province de Sieradz. En 1497, il se présente à l'appel du roi Jan Olbracht et participe à une mobilisation de masse. En 1502, il redevient député au couronnement Sejm d'Aleksander Jagiellończyk. En 1503, il est envoyé par le roi Aleksander Jagiellończyk auprès du duc de Mazovie, Konrad. En 1505, il est membre du Seym de Radom, où les statuts de Łaski ont été adoptés. En 1506, il devient le voïvode de Łęczyca. En 1507, il participe à l'octroi de privilèges à la ville de Warta. Il agrandit la propriété de la famille Łaski dans les environs de Łask. Il achète les villages environnants, et en 1508, achète les villages royaux promis avec le consentement du roi Zygmunt. En 1509, il reçoit une maison à Piotrków Trybunalski de Zygmunt Stary pour ses services. En 1511, il participe au Sejm de Piotrków. La même année, il prend les fonctions du voïvode de Sieradz. En 1518, il participa au Seym. Il est le staroste et le gouverneur du château de Łowicz — accordé par le primat de Pologne, son frère Jan Łaski.
De son deuxième mariage, il a sept enfants, quatre filles et trois fils. Les fils sont devenus des personnalités célèbres : Hieronim, Jan, Stanisław.